# Anisodontea triloba
Anisodontea triloba är en malvaväxtart som först beskrevs av Carl Peter Thunberg, och fick sitt nu gällande namn av D. M. Bates. Anisodontea triloba ingår i släktet rumsmalvor, och familjen malvaväxter. Inga underarter finns listade i Catalogue of Life.